# Drowns the Whiskey
«Drowns the Whiskey» — песня американских кантри-певцов Джейсона Олдина и Миранды Ламберт, вышедшая в качестве 2-го сингла с пятого студийного альбома Олдина Rearview Town (2018).
Сингл достиг первого места в кантри-чарте Hot Country Songs, став для Олдина его 19-м чарттоппером и 5-м для Ламберт.

## История
Песня входит в состав треков альбома Олдина Rearview Town (2018) и вышла отдельным вторым синглом 14 мая 2018 года на лейбле Broken Bow Records.
Джейсон Олдин, при содействии Миранды Ламберт, рассказывает историю о том, как память о чём-то значительном (расставание с девушкой) более сильная, чем ночь в баре, где пытаешься утопить свою печаль в алкоголе («Drowns the Whiskey»).
25 августа 2018 года сингл «Drowns the Whiskey» возглавил радиоэфирный чарт Country Airplay. Для Ламберт это её 5-й лидер этого чарта, а для Олдина это уже 19-й там чарттоппер, и он делит девятое место по этому показателю с Garth Brooks, Luke Bryan и Brad Paisley (а рекорд за всё время с 1990 года, когда был запущен этот радиочарт, сегодня держит Кенни Чесни с 30 хитами на первом месте).
К августу 2018 года тираж сингла составил 152,000 копий в США.

## Музыкальное видео
Музыкальное видео вышло 18 июня 2018 года. Он пересказывает историю песни в пустом баре Нашвилла. Съёмки проходили в знаменитом дайв-баре Springwater Super Club & Lounge в Нашвилле, который существует уже более 100 лет и является самым старым в штате Теннесси.

## Чарты
| Чарт (2018)                         | Высшая позиция |
| ----------------------------------- | -------------- |
| Канада (Billboard Canadian Hot 100) | 53             |
| Канада (Billboard Country)          | 1              |
| США (Billboard Hot 100)             | 32             |
| США (Billboard Country Airplay)     | 1              |
| США (Billboard Hot Country Songs)   | 3              |

| Чарт (2018)                      | Позиция |
| -------------------------------- | ------- |
| US Country Airplay (Billboard)   | 34      |
| US Hot Country Songs (Billboard) | 13      |

## Сертификации
| Регион                                                                      | Сертификация | Продажи   |
| --------------------------------------------------------------------------- | ------------ | --------- |
| Канада (Music Canada)                                                       | Золотой      | 40 000    |
| США (RIAA)                                                                  | Платиновый   | 1 000 000 |
| Данные о продажах + прослушиваниях приведены только на основе сертификации. |              |           |